# Kurajn
Kurajn (arab. قرين) – wieś w Syrii, w muhafazie Hama. W 2004 roku liczyła 879 mieszkańców.